# Oswaldo Cruz
Oswaldo Gonçalves Cruz (São Luiz do Paraitinga, Estat de São Paulo, 5 d'agost de 1872 — Petrópolis, 11 de febrer de 1917) va ser un científic, metge, microbiòleg, epidemiologista i sanitarista brasiler.
Va ser pioner en l'estudi de les malalties tropicals i de la medicina experimental al Brasil. Va fundar el 1900 l'Institut Soroteràpic Federal al barri de Manguinhos, a Rio de Janeiro, transformat en Institut Oswaldo Cruz, reconegut científicament a nivell internacional.

## Biografia

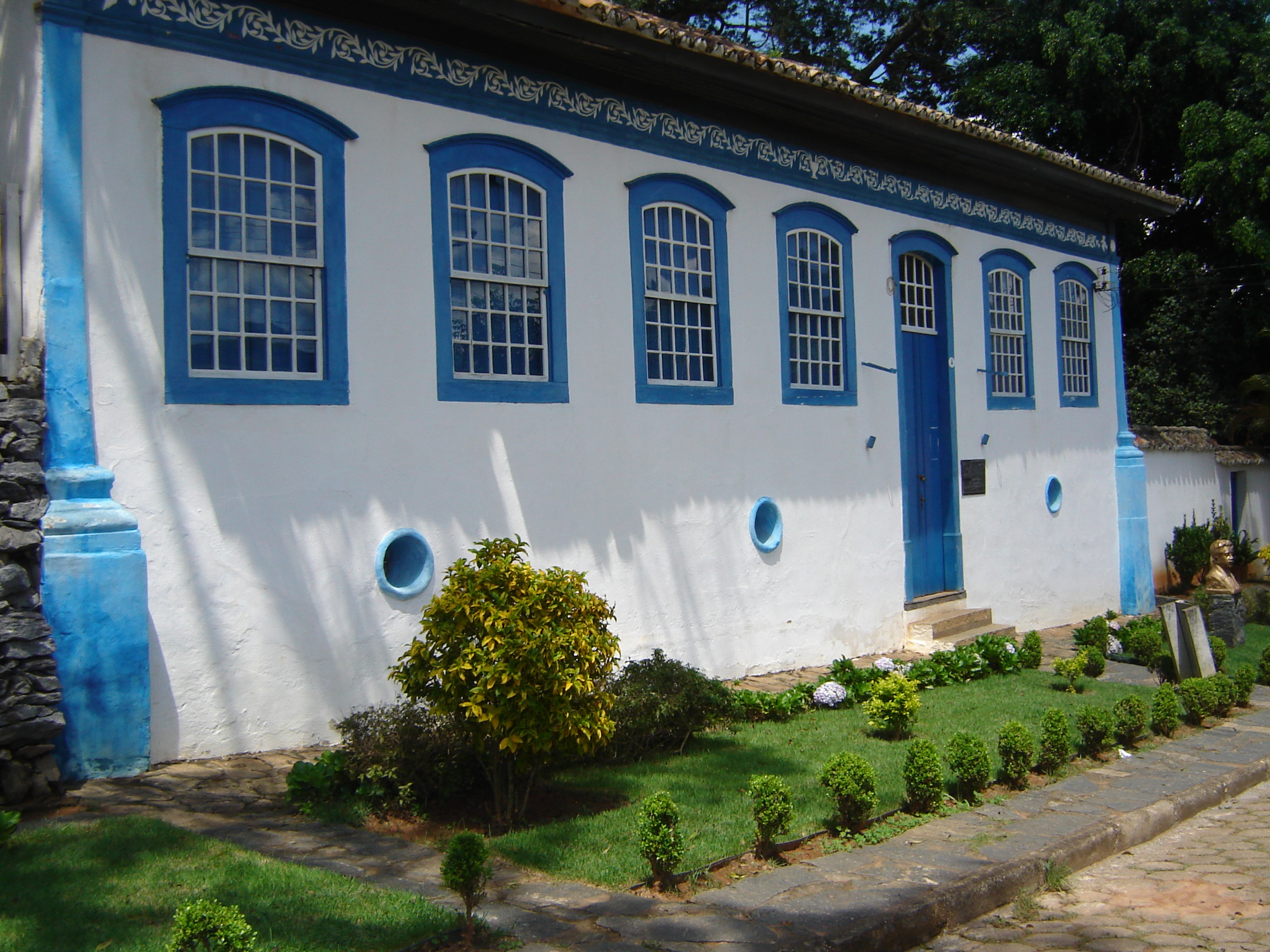
Casa on va néixer Oswaldo Cruz, a São Luiz del Paraitinga, São Paulo.

Fill de carioques, va néixer a l'interior de São Paulo. Als cinc anys, va acompanyar la família en el retorn a Rio de Janeiro. Ingressà a la Facultat de Medicina de Rio de Janeiro el 1887, i es graduà el 1892, amb la tesi La trasnmissió microbiana per les aigües. Es va casar als 20 anys, amb una jove de família rica. El 1896 va fer pràctiques durant tres anys a l'Institut Pasteur, a París, on fou deixeble d'Émile Roux, que n'era el director. Va tornar a Brasil el 1899 i va organitzar la lluita contra el brot de pesta bubònica registrat a Santos (São Paulo) i a altres ciutats portuàries. Va demostrar que l'epidèmia era incontrolable sense l'ús del sèrum adequat. Com que importar-lo trigava molt, va proposar al govern la instal·lació d'un institut per fabricar-ne. Es va crear llavors l'Institut Soroteràpic Federal (1900), la direcció del qual va assumir el 1902.

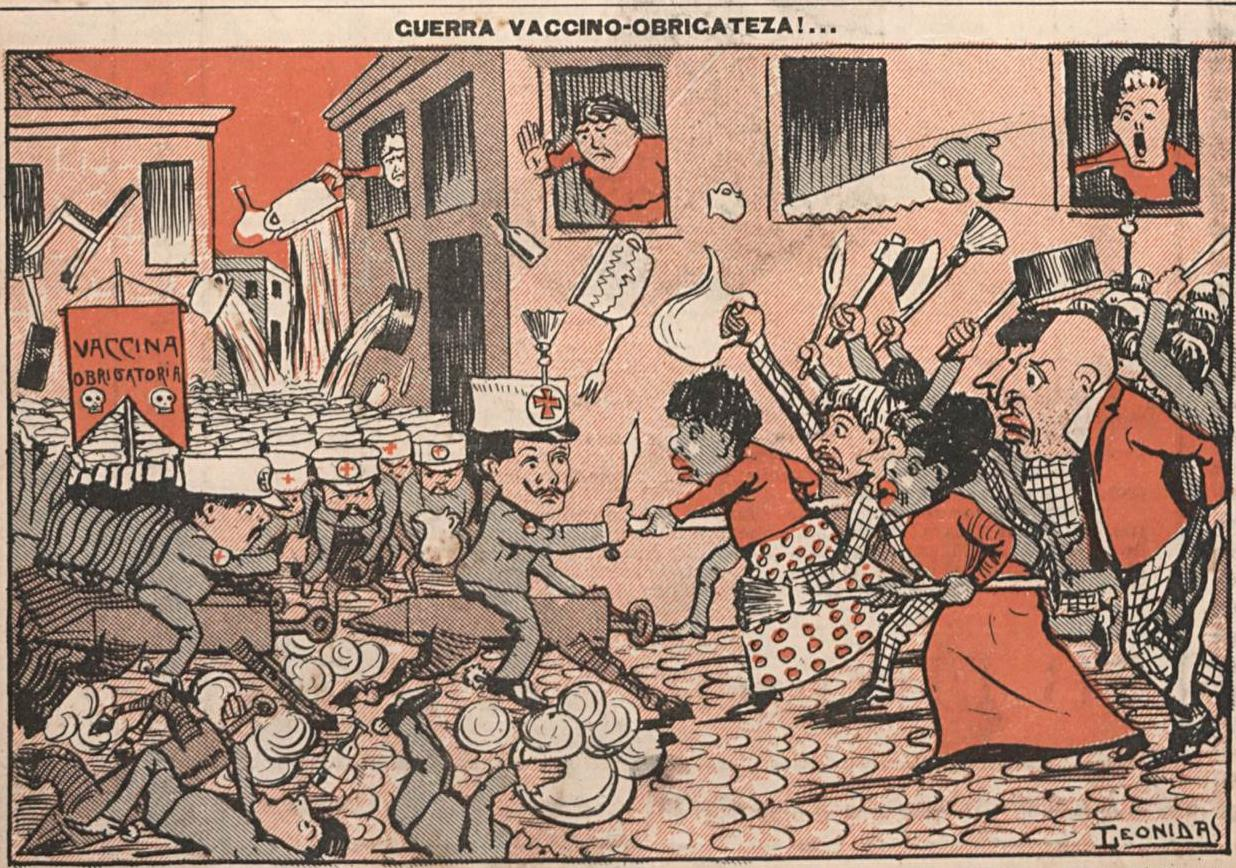
La revolta de la vacuna en una caricatura de Leonidas, publicada a la revista O Malho, en 29/10/1904.

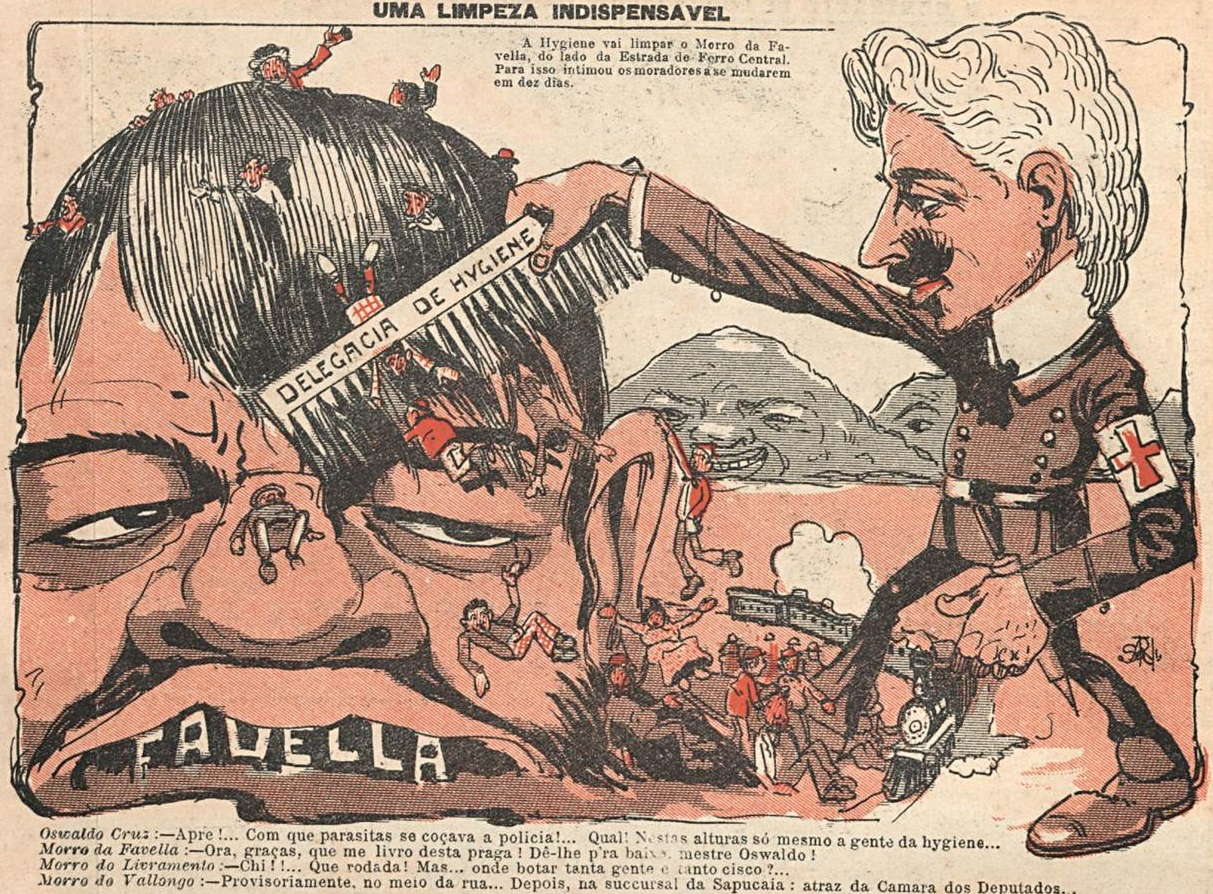
Caricatura d'Oswaldo Cruz netejant el Morro de la Favela (O Malho, nº 247, 08/06/1907).

Nomenat Director-general de Salut Pública (1903) per José Joaquim Seabra, Ministre de la Justícia, i pel President Rodrigues Alves, va coordinar les campanyes d'erradicació de la febre groga i de la verola, a Rio de Janeiro. El nomenament va ser una sorpresa general. Va organitzar els batallons de "mata-mosquits", encarregats d'eliminar els focus dels insectes transmissors. Va convèncer Rodrigues Alves de decretar la vaccinació obligatòria, la qual cosa va provocar la rebel·lió popular i de l'Acadèmia Militar (1904) contra el que consideraven una invasió de les seves cases i una vacunació forçosa. Aquest fet es coneix com la Revolta de la Vacuna. La ciutat era una de les més brutes del món, ja que als butlletins sanitaris de l'època consta que, en un mes, Salut Pública va passar revista a 14.772 edificis, va extingir 2.328 focus de larves, va netejar 2.091 canaleres i teulades, 17.744 reixes i 28.200 tines. Va rentar 11.550 caixes automàtiques i registres, 3.370 caixes d'aigua, 173 cunetes, va retirar 6.559 galledes d'escombraries, i dels patis de cases i terrenys 36 carros d'escombraries, gastant 1.901 litres de petroli (segons dades del llibre  de Sales Guerra). Hi va haver un moment en què Cruz va ser assenyalat com a «enemic del poble» en els diaris, els discursos de la Càmera i del Senat, les caricatures i les disfresses de Carnaval. Hi va haver una revolta, tristament coneguda com la revolta dels «trenca-fanals», en què tothom es va deixar endur per la fúria popular, alimentada criminosament durant mesos per la demagògia de fanàtics i ignorants.
Premiat en el Congrés Internacional d'Higiene i Demografia, a Berlín (1907), va deixar el càrrec a Salut Pública (1909).
Va dirigir la campanya d'erradicació de la febre groga a Belém do Pará i va estudiar les condicions sanitàries de la vall del riu Amazones i de la regió on seria construït el ferrocarril de Fusta-Mamoré a Rondônia.
El 1916 va ajudar a fundar l'Academia Brasilera de Ciències i, el mateix any, va ser nomenat alcalde de Petrópolis. Malalt, va morir víctima d'una insuficiència renal un any després, sense completar el seu mandat.

## Homenatges

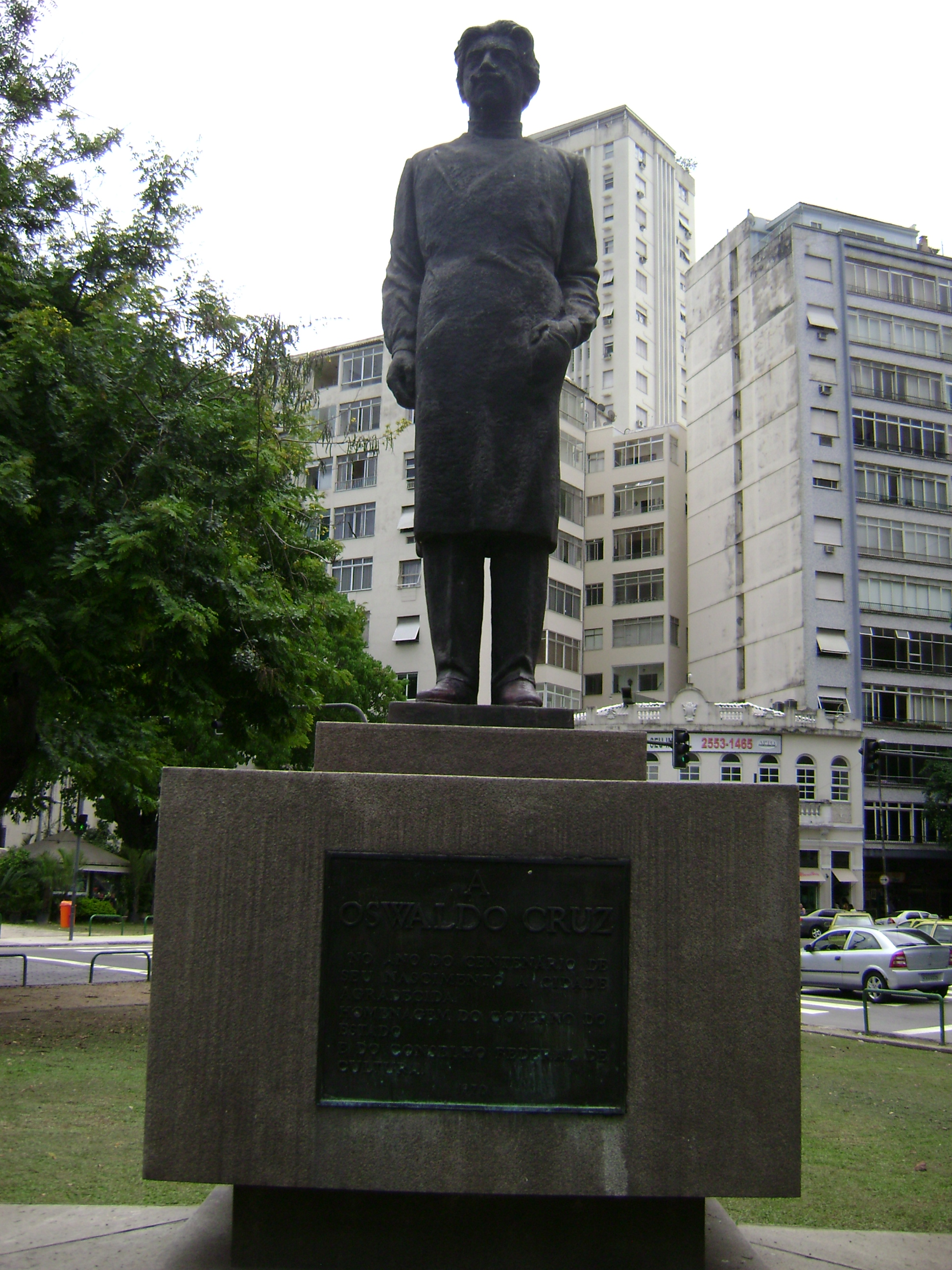
Estàtua d'Oswaldo Cruz, Rio de Janeiro.

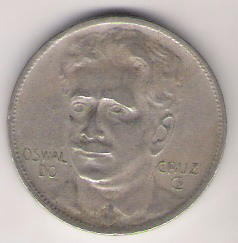
El seu rostre en una moneda de 400 reals de 1936.

A la ciutat del Rio de Janeiro, una estació de tren, una avinguda, un barri i diverses escoles tenen el nom d'Oswaldo Cruz, a més de l'Institut Soroteràpic (actual FIOCRUZ), fundat per ell. Un municipi de l'estat de São Paulo també té el seu nom.
El 1909, quan Carlos Chagas va descobrir el protozou causador de la tripanossomiasi americana (popularment coneguda com a "malaltia de Chagas") ho va batejar amb el nom de "Trypanosoma cruzi", en homenatge la Oswaldo Cruz.
Homenatjat a la capital de São Paulo, amb la Plaça Oswaldo Cruz, al començament de l'Avinguda Paulista.
El 1913 es va fundar el Centre Acadèmic Oswaldo Cruz, entitat representativa dels estudiants de medicina de la Facultat de Medicina de la Universitat de São Paulo (FMUSP).
El 1936 es va utilitzar l'efígie del sanitarista a la moneda de 400 reals, i, el 1986, als bitllets de cinquanta cruzados).
El 1983, la Marina de Brasil va homenatjar-lo amb el vaixell hospital NAsH Oswaldo Cruz (U-18), que opera en els rius de l'Amazònia a partir de la ciutat de Manaus.
El 2003, Marcos Palmeira va interpretar el sanitarista en el curtmetratge de Silvio Tendler Oswaldo Cruz – El Metge de Brasil.

## Academia Brasilera de Lletres
Oswaldo Cruz fou el segon ocupant de la cadira 5 en la Academia Brasilera de Lletres, triat l'11 de maig de 1912, en la successió de Raimundo Correia i rebut per l'acadèmic Afrânio Peixoto el 26 de juny de 1913.